# Hűtőmágnes

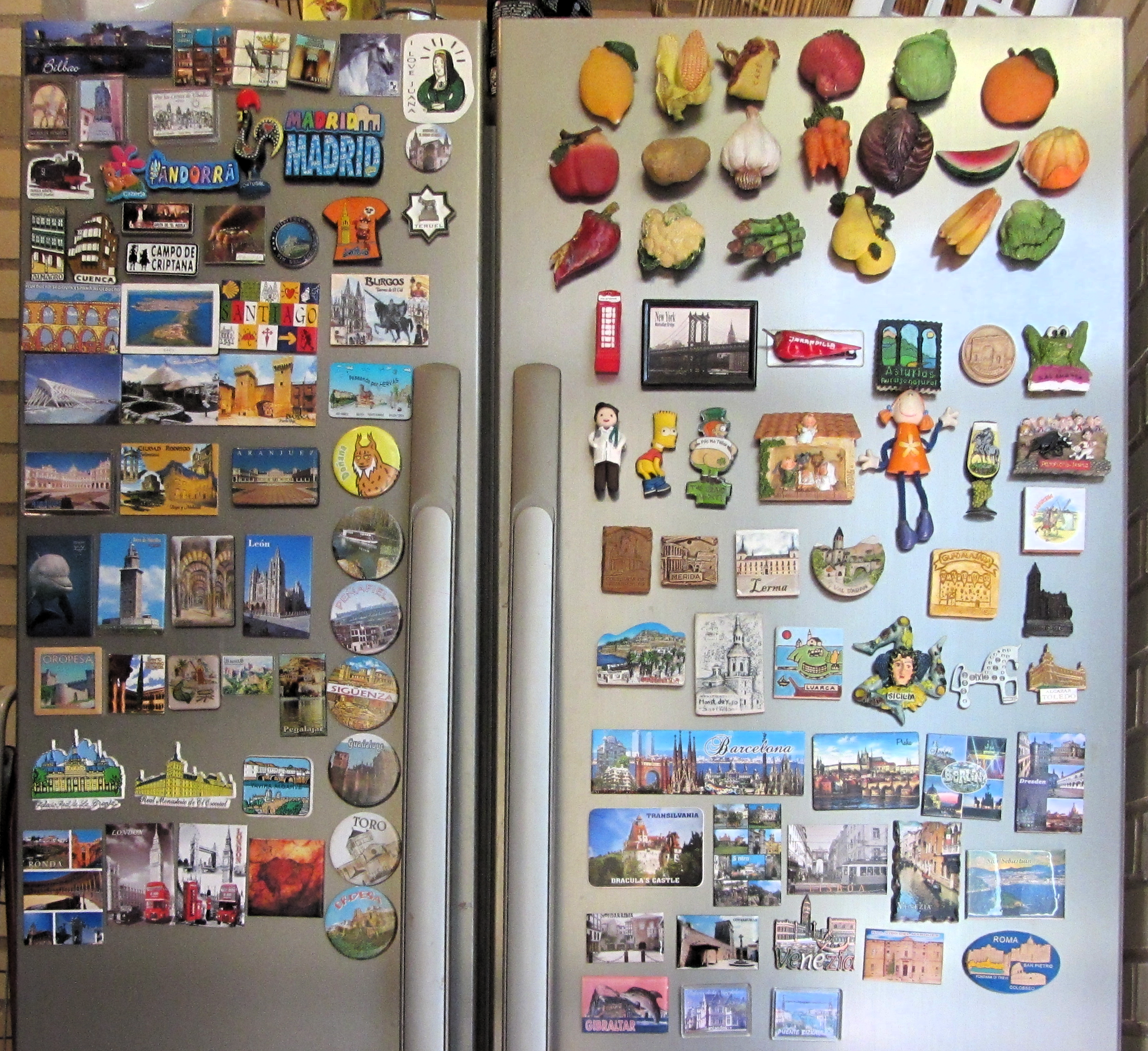
Hűtőmágnesek

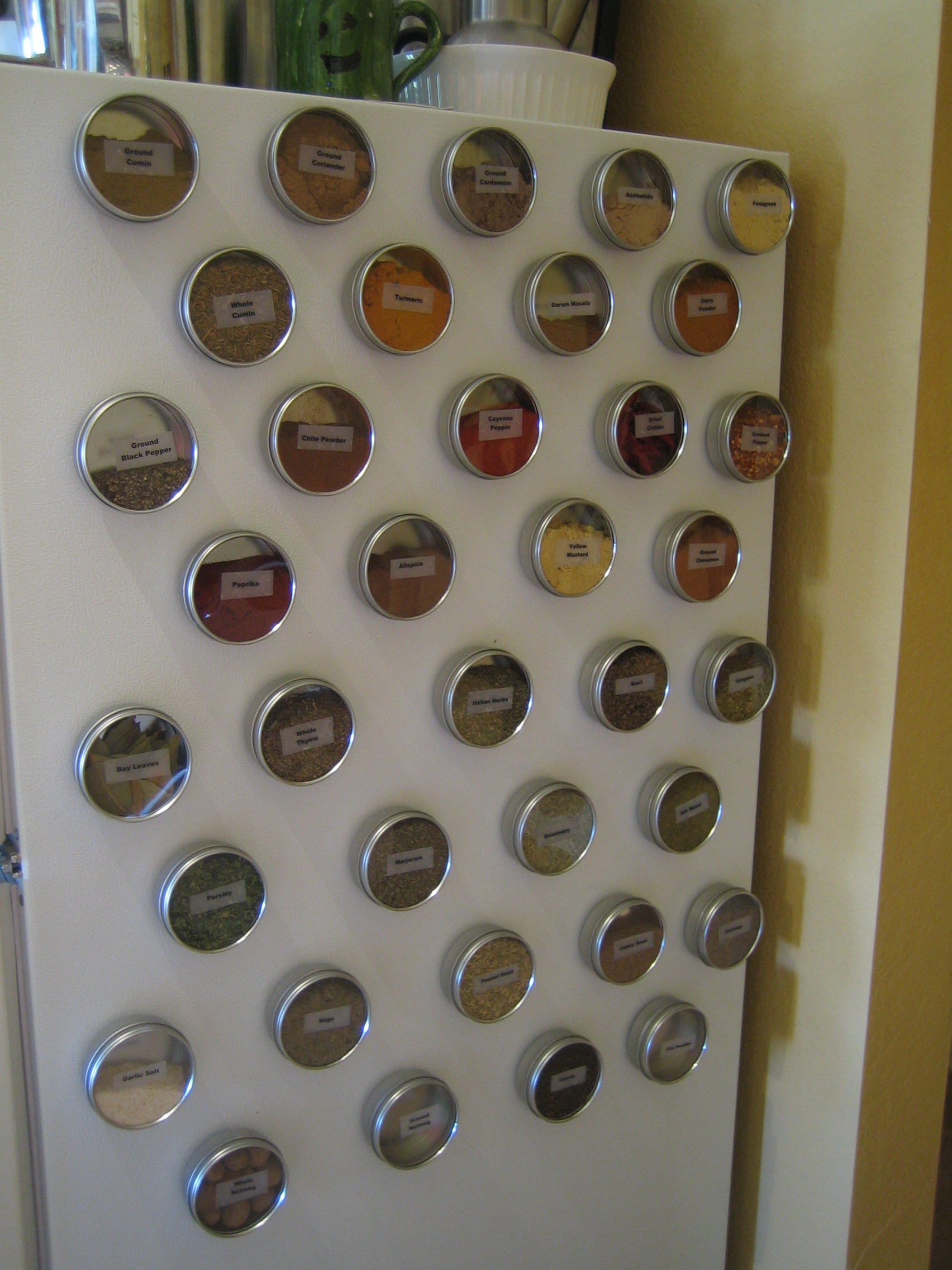
Fűszertartó hűtőmágnesek

A hűtőmágnes olyan, általában kis méretű, dekorációval ellátott tárgy, melyet elsősorban a konyhai gépek, különösen a hűtőszekrények díszítésére használnak fel. Formája és alakja teljesen változatos, hátulján kis méretű mágnes biztosítja a felfüggesztést. A hűtőmágnes kedvelt szuvenír és ajándéktárgy. A mai hűtőmágnesek szabadalmát a St. Louis-i William Zimmermann jelentette be 1970-ben.

## Története

A hűtőmágnesek működési elve

Az első hűtőmágnesek a 20. század elején jelentek meg, általában tömör vagy henger alakúak voltak. Később nagy kompetitivitású  ferromágneses vegyületet (rendszerint vas-oxid) kezdtek el használni vegyes műanyag kötőanyaggal. Igen hamar népszerű lett, hiszen könnyűsége, és praktikuma miatt könnyen szállítható, olcsósága miatt pedig népszerű lett. Ma az Amerikai Egyesült Államokban az egyik legnépszerűbb ajándéktárgy, nyugodtan ki lehet jelenteni, hogy nem létezik olyan turisták által látogatott helyszín, amely nem árusít hűtőmágnest. Az egyik legnépszerűbb webes áruház felületén 2015 júniusában csaknem másfél millió féle hűtőmágnes volt megvásárolható. A hűtőmágnesek működési elve az úgynevezett Halbach-elv alapján történik. Ennek lényege, hogy a mágnesek megfelelő irányba állításával az egyik oldal mágnesesség ereje duplára növelhető.

## A hűtőmágnes fizikája
Egy átlagos hűtőmágnes erőssége 35-200 G (a Földé kb. 0,5 G). A mágnes olyan módon van előállítva, hogy kis távolságon belül erős, de nagyobb távolságban elenyésző az ereje. Ez úgy érik el, hogy nem egy egyszerű mágnest alkalmaznak a hűtőmágnes hátulján, hanem egy csíkos mintázatot. Így egy oldalon, sűrűn váltakozva egymás mellett északi és déli pólusok helyezkednek el.

## Hűtőmágnes-költészet

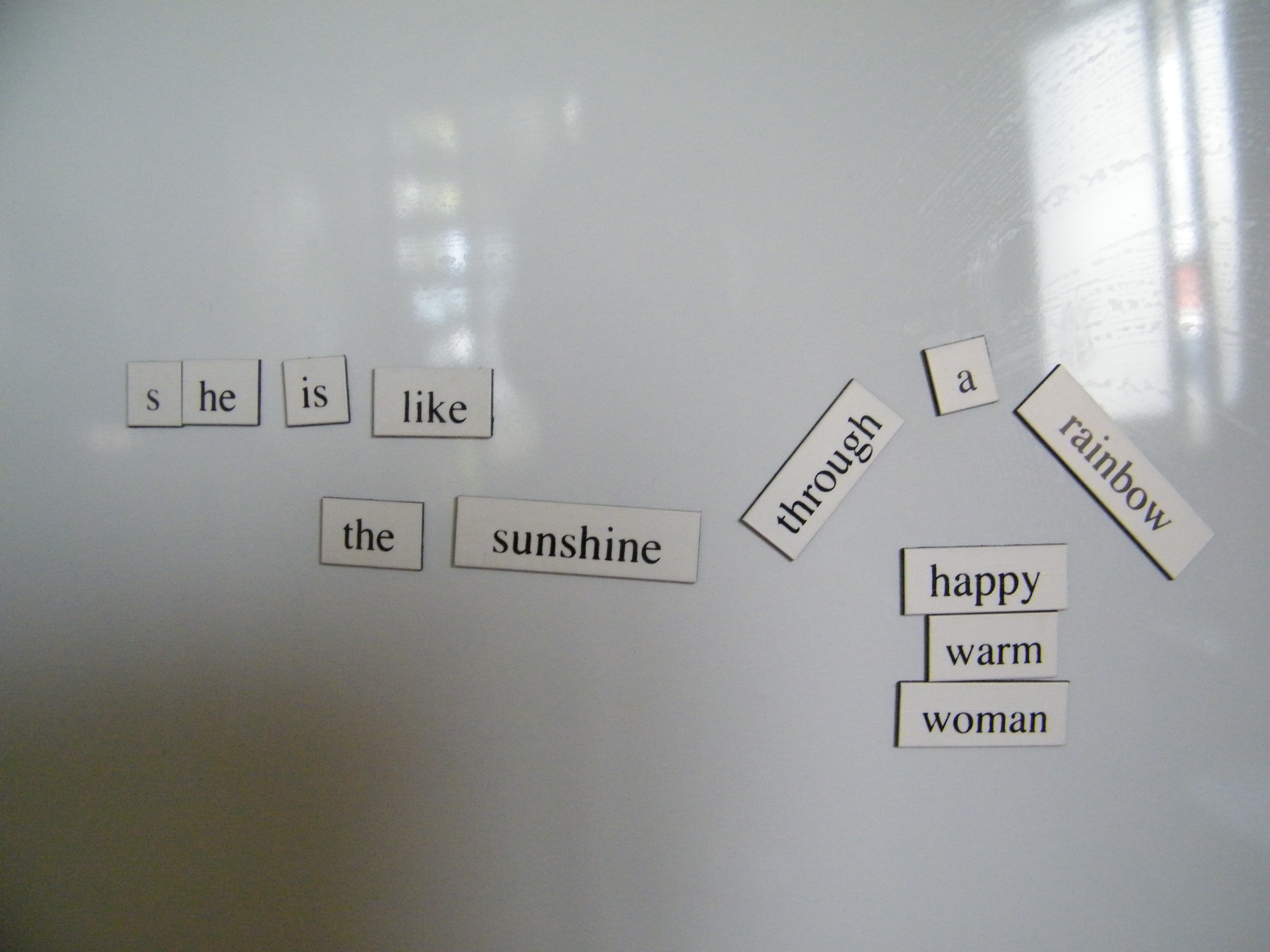
Költemény mágneses szavakból

A hűtőmágnes-költészet kitalálója Dave Kapell, s célja, hogy játék közben, mintegy kreatív alkotási folyamat betűket, szótagokat, illetve szavakat tartalmazó hűtőmágnesek segítségével rövid költeményeket hozzanak létre. Ehhez kaphatóak különféle készletek és szókirakós hűtőmágnesek.

## A világ legnagyobb hűtőmágnes gyűjteménye

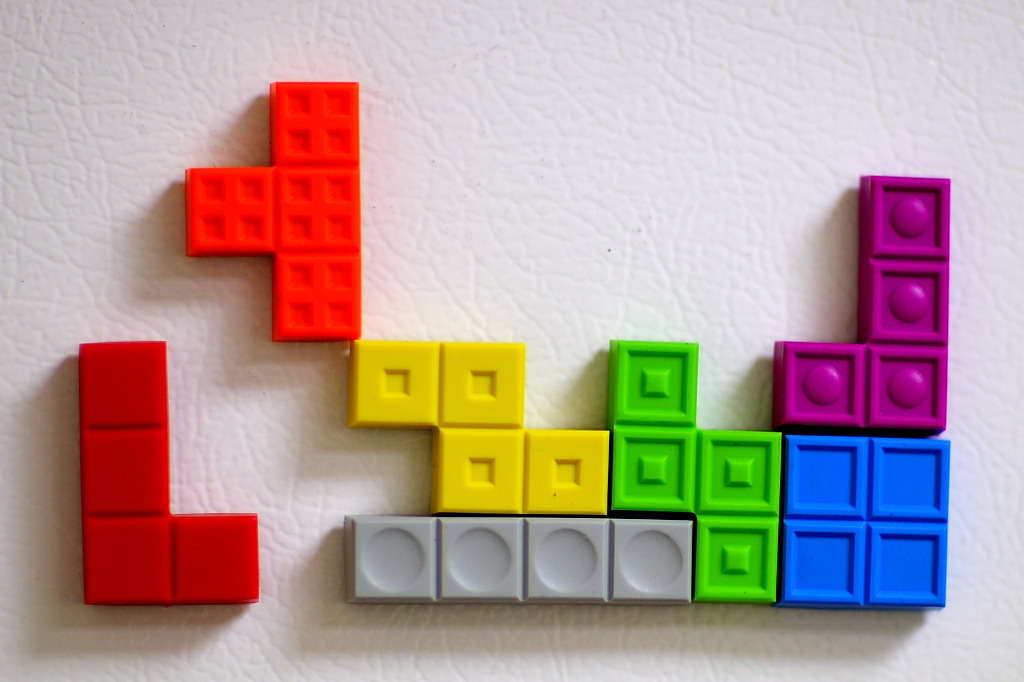
Tetris játék hűtőmágnes

A világ legnagyobb hűtőmágnes gyűjteménye a Guinness Rekordok Könyve szerint Louise J. Greenfarb tulajdonában van, aki az Amerikai Egyesült Államok Henderson nevű településén él, s 2015-ben 45 ezer hűtőmágnes tulajdonosa volt. Gyűjteményének egy része Las Vegasban volt kiállítva.  
Európában a legnagyobb bejegyzett gyűjtemény Tony Lloyd walesi gyűjtő tulajdona, kb. 6000 mágnessel.

## Gyűjtemények
Nincs elismert kifejezés arra a személyre, aki a hűtőmágneseket gyűjti. Egy orosz gyűjtő javasolta  memomagnetics (oroszul: мемомагнетика) kifejezést, a Memoriale (latin) és Magnetisz (görög) szavakból származtatva, de erről még nem született döntés. A hűtőmágnes gyűjtés nagyon népszerű hobbi, melyre online csoportok alakultak.

## Fordítás
- Ez a szócikk részben vagy egészben  a   Refrigerator magnet című angol Wikipédia-szócikk fordításán alapul.  Az eredeti cikk szerkesztőit annak laptörténete sorolja fel. Ez a jelzés csupán a megfogalmazás eredetét és a szerzői jogokat jelzi, nem szolgál a cikkben szereplő információk forrásmegjelöléseként.
- Ez a szócikk részben vagy egészben  a   Kühlschrankmagnet című német Wikipédia-szócikk fordításán alapul.  Az eredeti cikk szerkesztőit annak laptörténete sorolja fel. Ez a jelzés csupán a megfogalmazás eredetét és a szerzői jogokat jelzi, nem szolgál a cikkben szereplő információk forrásmegjelöléseként.